# Ana Franco
Ana Franco de la Vega (Cáceres, Extremadura, España, 6 de junio de 1999), conocida como Ana Franco, es una futbolista española. Juega de centrocampista y su equipo actual es el Levante de la Primera División de España.

## Trayectoria
Debutó en la Primera División de España en noviembre de 2017.

## Estadísticas
Actualizado al último partido disputado el 15 de noviembre de 2020
| Sevilla · España                         |               |               |    |   |   |   |   |    |    |   |
| 1.ª                                      | 2017-18       | 5             | 0  | - | - | - | - | 5  | 0  |   |
| 1.ª                                      | 2018-19       | 19            | 1  | 0 | 0 | - | - | 19 | 1  |   |
| 1.ª                                      | 2019-20       | 8             | 2  | 2 | 0 | - | - | 10 | 2  |   |
| 1.ª                                      | 2020-21       | 6             | 3  | 0 | 0 | - | - | 6  | 3  |   |
| Total club                               | Total club    | 38            | 6  | 2 | 0 | 0 | 0 | 40 | 6  |   |
| Total carrera                            | Total carrera | Total carrera | 38 | 6 | 2 | 0 | 0 | 0  | 40 | 6 |
| (1) Incluye datos de la Copa de la Reina |               |               |    |   |   |   |   |    |    |   |